# Црквена библиотека „Јован Бован” у Љубињу
Црквена библиотека „Јован Бован” при храму Рођења Пресвете Богородице у Љубињу је црквена и јавна библиотека, која функционише у саставу црквене општине љубињске. Библиотека се налази при храму Рођења Пресвете Богородице, и спада у ред старијих црквених библиотека у Републици Српској. Библиотека је некада имала богат књижни фундус, да би 1941. године усташе у потпуности спалиле библиотеку и сву књижњу грађу. Библиотека је смјештена у Светосавском дому у Љубињу, а интензивна обнова књижног фонда је започела 2018. године, заједно са обновом љубињског храма. Иако је Љубиње једна од најмањих општина Републике Српске,поред народне библиотеке „Др Љубо Михић” посједује и библиотеку најстаријих и најдрагоцјенијих књига у источној Херцеговини, коју сабира љубињски парох Александар Којовић.
Данас библиотека носи име Јована Бована, знаменитог Љубињца и оснивача Српске школе у Шибенику. Библиотека још увијек није званично отворена, јер се још увијек ради на прикупљању књижне грађе и њене каталогизације.

## Историјат
Прије Другог свјетског рата у Љубињу је постојала црквена библиотека са веома значајним књижним фундусом. Ову библиотеку су усташе запалиле 1941. Библиотека је и тада словила за богату и раритетну, па су неке књиге спашене захваљујући људима који су, идући тада у збјег, са собом носили и књиге које су успјели спасити из пламена, ризикујући своје животе. У збјегове у планину Илију код Љубиња носили су са собом и те књиге, међу којим је њих тридесетак које датирају вијековима уназад, а добар дио њих се односи на матичне књиге и домовнике, у које су уношени рођени, крштени, вјенчани и умрли, али је сачувано и доста литургијских, старих књига. У времену социјалистичке Југославије, љубињска црквена библиотека није имала јавни карактер, већ се мали број преосталих књига налазио у депоима парохијског дома. Упоредо са конзерваторским радовима и реконструкцијом љубињског храма посвећеног Рођењу Пресвете Богородице, љубињски парох Александар Којовић покренуо је акцију обнове некадашњег центра духовности у љубињском крају, бивше парохијске библиотеке.

## Књижни фонд
Иако тренутно малог обима, књижна грађа црквене библиотеке у Љубињу је од изузетног значаја, јер се у њеном фундусу налазе веома стара и ријетка издања. Међу књигама се налази фототипско Четверојеванђеља, рађено за цара Душана Силног, а преписао га је Никола Станојевић. Оригинал овог дјела се чува на Светој Гори. Поред дијела насталих у преписивачким школама, у фундусу библиотеке налазе се и штампана издања, па је из штампарије у Венецији Јерулима Загоровића 1580. године изашао стари „Служавник”, који је у Љубињу сачуван у цијелости и ова је књига једна од најстаријих на простору источне Херцеговине. Од значајних докумената, ту се налази и „Проповијед” из године 1780. свештеника Милоша Ивановића,која је, поново вијековима касније, преведена и објављена у „Гласнику Љубиња“ као једно од најстаријих писаних дјела овога краја, ако се изузму написи на стећцима. Библиотека посједује и „Јеванђеље царице Катарине“ из 1793. године, књигу на рускословенском језику, јер након турског поробљавања није постојала могућност штампања књига на српскословенском језику, а у Љубиње ју је донио извјесни Стефан Вучетић и припадала је старој љубињској библиотеци. Ту је и прво модерно издање Светог писма штампаног на писму Вукове реформе и то исте оне године када је реформа усвојена, 1868, затим и један поклон старе Библије на шведском језику, као и многа друга дјела како теолошке тако и свјетовне тематике. Библиотека у своме власништву има и прво Свето писмо које је штампано на првој модерној српској азбуци. Ово Свето писмо, штампано на модерној ћирилици, настало 1868. године, када је званично и побиједила Вукова реформа, односно, четири године након смрти Вука Стефановића Караџића.
Матичне су књиге однесене у Завод за рестаурацију у Србију, гдје је извршена њихова детаљна обнова, али се наставља радити и на заштити других књига и повременој рестаурацији. Библиотека тренутно броји око 1.000 наслова и то не само црквених и молитвених књига, већ и белетристике и осталих издања, али је још у фази прикупљања књижне грађе.

## Обнова библиотеке
На дан 21. септембра 2018. године када љубињски храм обиљежава крсну славу, Рођење Пресвете Богородице, званично је отпочела акција обнове књижног фонда, ове, некада веома значајне библиотеке у источној Херцеговини.